# Воспоминание о саде в Эттене
«Воспоминание о саде в Эттене» (фр. Souvenir du Jardin à Etten), известна также как «Арльские дамы» (фр. Femmes d'Arles) — картина голландского живописца Винсента Ван Гога.
Картина была написана в ноябре 1888 года в Арле, где он находился вместе с Полем Гогеном. Она выполнена в манере, близкой к клуазонизму; композиция картины, возможно, навеяна работой Гогена «В больничном саду в Арле». В письмах к брату Тео Ван Гог дважды упоминает картину под названием «Воспоминание о саде в Эттене». В письме к сестре Виллемине он писал, что изображённые женские фигуры — это сама Виллемина и их мать. Картина принадлежала С. И. Щукину, после Октябрьской революции его собрание было национализировано и вошло в состав Музея нового западного искусства; после расформирования этого музея в 1948 году картина была передана в государственном Эрмитаже в Санкт-Петербурге, выставляется в здании Главного штаба в зале 413.